# Vigna radiata
Il fagiolo indiano verde o fagiolo mungo verde (Vigna radiata (L.) R.Wilczek) è una pianta della famiglia  delle Fabaceae (o Leguminose).
In India il termine mungo (e varianti) è più tipicamente applicato a questa specie.

## Descrizione

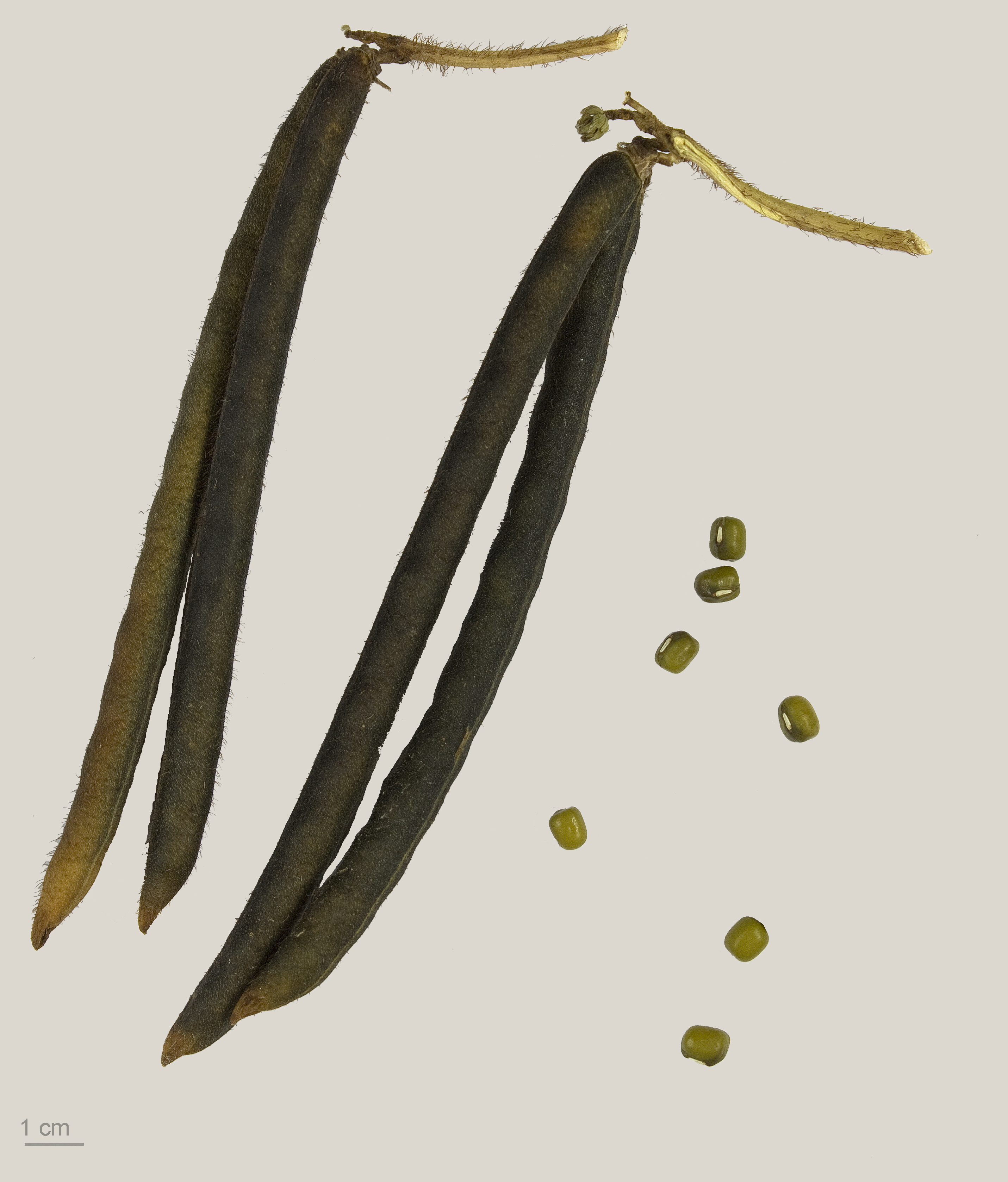
Baccelli di Vigna radiata

I frutti sono baccelli stretti, lunghi fino a 10 cm e contenenti fino a una ventina di semi, simili ai fagioli ma più piccoli. I semi hanno normalmente buccia verde; a volte vengono presentati decorticati, nel qual caso hanno colore giallo chiaro.

## Distribuzione e habitat
Vigna radiata è diffusa in Asia e Oceania.
La coltivazione di questo legume, iniziata in India in epoca remota, è largamente diffusa nelle aree tropicali e subtropicali dell'Asia, dal Pakistan alle Filippine. Esistono peraltro coltivazioni di Vigna radiata in tutti i continenti, Europa compresa.
Vigna radiata ha bisogno di climi caldi e sopporta abbastanza bene la siccità.

## Tassonomia
Linneo descrisse nel 1753 Phaseolus radiatus. Successivamente, questa specie è stata scorporata, insieme a molte altre, dal genere Phaseolus e inserita nel nuovo genere Vigna.

## Usi

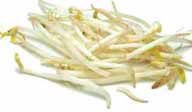
Germogli di vigna radiata

Con l'amido del fagiolo si preparano gli spaghettini trasparenti tipici di alcune cucine asiatiche. Il germoglio di vigna radiata è simile al germoglio di soia, rispetto al quale viene consumato molto di più nei paesi extra-asiatici.
Di seguito alcuni cibi preparati con il fagiolo mungo verde, largamente usato per l'alimentazione umana in India, in Cina e in gran parte dell'Asia:
- Mamean, confettura giapponese simile all'anko usata per diversi dolci.
- Una varietà di zuppa cinese tong sui.
- Uno dei ripieni per il riso glutinoso dello zongzi cinese.
- Ingrediente di base per il dolce vietnamita chè xôi nước.
- Alcune varietà di dolci coreani tteok.
- La varietà nokdubap del bap coreano.
- Uno dei ripieni per il dolce filippino turón.
- Una varietà di frittelle coreane jeon.
- Il biscotto alle mandorle cinese.